# Општина Босанско Грахово
Општина Босанско Грахово је општина у Федерацији Босне и Херцеговине, БиХ. Налази се уз границу са Хрватском, близу градова Дрвар, Ливно и Гламоч. Сједиште општине се налази у Босанском Грахову. Према подацима пописа становништва 2013. године, у општини Босанко Грахово је укупно пописано 2.449 лица.
Током рата у Босни и Херцеговини град су држале снаге Војске Републике Српске. У љето 1995. Хрватска војска је освојила ово подручје што је довело до масовне евакуације месних Срба. Након рата, дошло је до дјелимичног повратка становништва тако да Срби данас поново чине већину становништва општине.

## Историја

### Преисторијско доба
На подручју данашњег Босанског Грахова било је становништва још у преисторијско доба. Остаци једног или више насеља сојничког типа нађених на локалитету Солине куће највероватније потичу из средњег неолита, т.ј. око 4.300 година пре нове ере. Из времена око 2.300 година пре нове ере (рано бронзано доба) нађени су културни слојеви на Градини и Градиници, као и гробови у близини села Лука.

### Римско доба
Босанско Грахово се као насељено мјесто спомиње под именом Салвија (Salvia), а налазило се на римском путу који је водио из правца Салоне према сјеверу, правцем на којем су осим Салвије лежали и Ресановци, Доњи Унац, Петровац, Хум Кокоруш (Sarnadae), а одатле даље лијевом обалом Сане на Приједор (Ad Pretorivm?) и Боћим код Дубице за Сисак. Из тог времена датирају и надгробни споменици са натписима пронађени у близини полицијске станице у Грковцима током 1970-их. Претпоставља се да се на подручју Босанског Грахова осим Салвије налазило и друго римско насеље, познато под именом Стридон (Stridon).

### Долазак Словена
Крај Римског царства подударио се са почетком велике сеобе народа. Досељавање Словена на подручје Грахова тече слично као и у целој регији. О томе свједочи новчић пронађен у једном гробу у околини града.

### Средњовековна Босна
У времену које је услиједило на подручју Босанског Грахова историчари биљеже прву појаву
босанских крстјана (припадника Цркве босанске, јеретика познатих под именом богумили). Из времена 12. вијека датирају стећци „добрих Бошњана“, који се и данас могу пронаћи у селу Пржине и његовој околини. Из периода Босанског краљевства датирају и трагови старог рудника боксита у Бастасима, који је вјероватно отворен за вријеме краља Твртка I Котроманића. Према народним предањима ту су радили саски рудари пореклом из данашње Њемачке.

### Османлијско доба
Босанско Грахово потпада 1463. под османску власт. Четири вијека османске владавине учинили су да насеље добије оријентални печат, као и највећи број сличних мјеста у Босни и Херцеговини. Доласком Османлија насеље и даље остаје безначајна тачка на рубу Османског царства, у којем углавном живи православно и муслиманско становништво. Од значаја за Босанско Грахово и Граховско поље с његовим махом православним становништвом, били су аграрни устанци из друге половине 19. вијека. Већ 1860. године у купрешком крају дјелује емисар српске владе Никола Окановић, који ту остаје до своје смрти 1864. године. Он је припремао устаничке чете на Купресу, у Прологу и у Грахову, те су 1869. године стигле и посебне четовође у те крајеве. До устанка ипак није дошло, јер влада у Београду није била спремна на тако одважан корак. Недуго иза тога на подручје Граховског поља долазе истакнути српски агитатори, попут архимандрита Нићифора Дучића и сарајевског трговца Богољуба Петрановића, који подижу устанак нових чета са Купреса, Грахова, Пролога и кланца Граб према Далмацији. У ту сврху се настојало придобити и локалне муслимане против Османлија и католике преко фрањеваца, како би се загрејали за идеју стварања модерне државе јужних Словена. Ови су устанци угушени. После њих се и даље не поштује Сеферска наредба од 12. септембра 1859. године о аграрним односима у Босни. Незадовољство у народу је и даље тињало, пријетећи да се претвори у устанак.

### Аустроугарско доба
Ни у наредном добу Босанско Грахово није доживјело процват какав су можда очекивали његови становници. Умјесто тога, мјесто остаје успавана касаба на рубу Босне, коју заобилазе бројне промјене у друштвима југоисточне Европе. Године 1878. Босанско Грахово је ушло, као мало насељено мјесто са типичним босанским планинским карактером, у састав Аустроугарске, гдје остаје до краја Првог свјетског рата 1918. У селу Обљај, смјештеном источно од Босанског Грахова, рођен је у то вријеме и Гаврило Принцип, припадник организације Млада Босна, који је у Сарајеву љета 1914. године извршио атентат на аустроугарског престолонасљедника, што је био повод за почетак Првог свјетског рата.

### Двадесети век
Босанско Грахово није доживјело ништа бољу судбину ни у време југословенске државе, када постаје засебна општина у југозападном дијелу Босне и Херцеговине, на граници са Хрватском, што је и данас. Након војне операције „Љето ’95“, коју су снаге Хрватске војске извеле против Војске Републике Српске у љето 1995, Босанско Грахово је ушло у састав Кантона 10 Федерације Босне и Херцеговине. Крајем 1995, када је потписан Дејтонски мировни споразум, општина Босанско Грахово је била готово потпуно напуштена. Једини Срби који су остали били су старије особе у изолованим, удаљеним селима. У Босанском Грахову је већина стамбених објеката уништена током рата и постала је ненасељена. Отприлике 4.300 од 8.300 бивших становника Босанског Грахова су били у Републици Српској (многи у Босанској Посавини), а остали у СР Југославији.

#### Повјереништво за Општину Грахово
Повјереништво за Општину Грахово је формирано 1996. године на основу Тачке 2. Амандмана XXXV на Устав Републике Српске и Тачке 2. Одлуке о образовању повјереништава за општине односно подручја која су у цјелини или дјелимично ушла у састав Федерације БиХ. Повјереништво општине извршава налоге Народне скупштине, Предсједника Републике и Владе Републике Српске и врши послове из надлежности Скупштине општине и Извршног одбора у складу са законом. Сједиште повјереништва је било у Бања Луци. Повјереништво је образовано у сљедећем саставу:
1. Душко Деура, предсједник,
2. Душко Зељковић,
3. Светозар Тркуља,
4. Милош Марић,
5. Ранко Кесић,
6. Милош Аћимовић,
7. Перица Момић.

## Насељена мјеста
Општина Босанско Грахово обухвата 35 насељена мјеста, од којих је само Босанско Грахово градског карактера.
| - Бастаси - Босанско Грахово - Велико Тичево - Видовићи - Горње Пеуље - Горњи Казанци - Грковци | - Доње Пеуље - Доњи Казанци - Доњи Тишковац - Дулер - Засеок - Зебе - Исјек | - Јаруга - Кесићи - Корита - Лука - Малешевци - Мало Тичево - Маринковци | - Мрачај - Нуглашица - Обљај - Печенци - Пећи - Преодац - Пржине | - Радловићи - Ресановци - Стожишта - Угарци - Уништа - Црнац - Црни Луг |

## Политичко уређење

### Општинска администрација
Начелник Општине представља и заступа Општину и врши извршну функцију у Босанском Грахову. Избор начелника се врши у складу са изборним Законом БиХ. Општинску администрацију, поред начелника, чини и скупштина општине. Институционални центар Општине Босанско Грахово је насеље Босанско Грахово, гдје су смјештени сви општински органи.
Начелник Општине Босанско Грахово је Смиљка Радловић као независни кандидат, који је на ту функцију ступио након локалних избора у Босни и Херцеговини 2024. године. Састав скупштине Општине Босанско Грахово је приказан у табели.

## Становништво
На попису становништва 2013. године, општина Босанско Грахово је имала 2.449 становника, следећег националног састава:
|             | 2013.          | 1991.          | 1981.          | 1971.           | 1961.           |
| Укупно      | 2 449 (100,0%) | 8 311 (100,0%) | 9 032 (100,0%) | 10 555 (100,0%) | 10 196 (100,0%) |
| Срби        | 2 028 (82,81%) | 7 888 (94,91%) | 7 739 (85,68%) | 10 100 (95,69%) | 9 787 (95,99%)  |
| Хрвати      | 393 (16,05%)   | 226 (2,719%)   | 264 (2,923%)   | 364 (3,449%)    | 368 (3,609%)    |
| Неизјашњени | 10 (0,408%)    | –              | –              | –               | –               |
| Бошњаци     | 6 (0,245%)     | 12 (0,144%)1   | 5 (0,055%)1    | 14 (0,133%)1    | 2 (0,020%)1     |
| Остали      | 4 (0,163%)     | 50 (0,602%)    | 25 (0,277%)    | 40 (0,379%)     | 6 (0,059%)      |
| Црногорци   | 2 (0,082%)     | –              | 15 (0,166%)    | –               | 11 (0,108%)     |
| Непознато   | 2 (0,082%)     | –              | –              | –               | –               |
| Југословени | 1 (0,041%)     | 135 (1,624%)   | 978 (10,83%)   | 37 (0,351%)     | 22 (0,216%)     |
| Украјинци   | 1 (0,041%)     | –              | –              | –               | –               |
| Муслимани   | 1 (0,041%)     | –              | –              | –               | –               |
| Босанци     | 1 (0,041%)     | –              | –              | –               | –               |
| Албанци     | –              | –              | 6 (0,066%)     | –               | –               |

1. 1 На пописима од 1971. до 1991. Бошњаци су пописивани углавном као Муслимани.

## Познате личности
- Гаврило Принцип, српски револуционар и члан Младе Босне
- Ђуро Пуцар Стари, друштвено-политички радник и народни херој Југославије